# Prignac
Prignac é uma comuna francesa na região administrativa da Nova Aquitânia, no departamento de Charente-Maritime. Estende-se por uma área de 6,77 km². Em 2010 a comuna tinha 305 habitantes (densidade: 45,1 hab./km²).